# Martin Lauriks
Martin Lauriks (11 mei 1959) is een Nederlands roeier en woont in Amsterdam.
Lauriks is voor Nederland uitgekomen op de Paralympische Zomerspelen 2008 in Peking in het team van de vier met stuurman (LTA4+).
In het dagelijks leven is Lauriks huisman.